# Торнадо убивця
 Торнадо убивця  — одна з найкращих акварельних робіт американського художника Вінслова Гомера (1836 − 1910) на морську тематику.
Гомер належить до відомих майстрів акварельного живопису у США. Його досягнення в акварелі перевершують його твори в літографії і майже нічим не поступаються його живопису. Тим паче що в акварельних творах збережена безпосередність і невимушеність ескізу, деяка незакінченість, що так імпонує сучасним глядачам і поціновувачам мистецтва.
В англійській і американській художній традиції — акварель використовували для спокійних, майже ідилічних пейзажів. Робив подібні і Гомер — з зображенням осені, дітей, молодих дівчат. Тим несподіванішим було звертання в акварелі до трагічних подій.
Справжня, узята з реальності трагедія присутня в акварелі «Торнадо убивця (Після торнадо)». Суворе море щойно заспокоїлося. Але страшна подія вже відбулася. Хвилі викинули на узбережжя уламки рибальського човна і труп негра-рибалки. Все просто і страхітливо, ніяких поступок шляхетним забобонам про некрасиву тему, неможливість подібного твору вивісити в вітальні чи кабінеті заможної оселі.
Труп не новина в мистецтві. Їх залюбки малювали майстри англійського і французького романтизму — (Теодор Жеріко, Фюслі та ін.) Справа не в зображенні, а в навантаженні ідеєю, в руйнівному чи гуманістичному векторі прагнень художника. Жеріко — аби налякати глядача і продемонструвати свою сміливість — намалював натюрморт з розчленованим людським тілом (музей в Монпельє). Подібний і справді не треба вішати у вітальні.
Акварель «Торнадо-вбивця» Гомера — з ряду величних трагедій гуманістичного спрямування. Художник гостро відчуває чужу біду і застерігає власним твором від небезпеки. Адже слабким і необережним не місце в морі. Поганим було те, що коло небезпечних робіт в часи Гомера розширилося, а чутливий майстер це відчув і зробив темою своєї творчості. В акварелі гіркота від небезпечних робіт, пов'язаних з морем, небезпечних професій взагалі відбилась найбільше. Цим перевершила сюжети інших драматичних за сюжетами картин Гомера.